# Cyclura cychlura
Cyclura cychlura (Cuvier, 1829) è una specie di sauro della famiglia degli Iguanidi endemico delle Bahamas, e soprattutto dell’isola di Andros e delle isole Exuma. È un’iguana massiccia, dalla colorazione assai vivace e variabile da un’isola all’altra. Questa iguana è essenzialmente erbivora, e si nutre di foglie, di fiori e di frutti di varie piante. Ha uno sviluppo molto lento, e raggiunge la maturità sessuale tra gli 8 e i 12 anni. L’accoppiamento ha luogo tra aprile e maggio; successivamente le femmine depongono tra 1 e 19 uova che si schiudono dopo circa 75-85 giorni. Cyclura cychlura comprende tre sottospecie: Cyclura cychlura cychlura, di Andros, Cyclura cychlura inornata, delle isole Exuma settentrionali, e Cyclura cychlura figginsi, delle isole Exuma centrali e meridionali. La specie è in declino allo stato selvatico, minacciata dalla caccia cui viene fatta oggetto a scopo alimentare dagli abitanti delle isole, dalla scomparsa del suo habitat e dalla presenza di animali introdotti sulle isole come cani o suini. Viene quindi classificata come «vulnerabile».

## Descrizione
Cyclura cychlura è una grossa iguana dal corpo massiccio, con una cresta spinosa sul dorso. È vivacemente colorata, e la colorazione varia notevolmente da un’isola all’altra. Così le iguane dell’isola di Andros variano dal grigio scuro al nero, con delle squame tinte di giallo sulle zampe, la cresta dorsale e la testa. Negli animali più anziani, questa tinta vira verso il rosso-arancio, soprattutto nei maschi. A Bitter Guana e Gaulin Cays gli adulti sono grigio-neri con macchie grigio chiare, squame della cresta bianche o rosso chiare e squame della testa nere. Gli adulti di Guana Cay sono neri opachi con ventre e gola bianchi o grigi e testa e muso blu chiaro. Quelli di Allen’s Cay sono grigio-neri con motivi crema, rosa o arancio.
Questa specie, come le altre specie di Cyclura, presenta un dimorfismo sessuale ben marcato; i maschi sono più grandi delle femmine, e hanno una cresta dorsale più prominente e pori femorali più grandi sulle cosce, che vengono utilizzati per rilasciare feromoni.

## Biologia

### Comportamento
Cyclura collei è una specie principalmente terricola, ma trascorre anche parecchio tempo su alberi e arbusti. Giovani e adulti vi si arrampicano al mattino per nutrirsi o riscaldarsi al sole. È una specie eteroterma che deve dedicare gran parte del suo tempo alla termoregolazione. La notte, i giovani si ritirano spesso nei tronchi degli alberi, e gli adulti si rifugiano nei cunicoli che si sono scavati, o nelle fessure tra le rocce. I maschi sono territoriali, e difendono attivamente il loro territorio cacciandone gli altri maschi. Tale comportamento è meno frequente su certe isole, soprattutto laddove la densità di popolazione è elevata. Le femmine non sono territoriali, ma difendono i propri nidi durante la loro costruzione e talvolta anche durante alcune settimane dopo la deposizione delle uova.

### Alimentazione

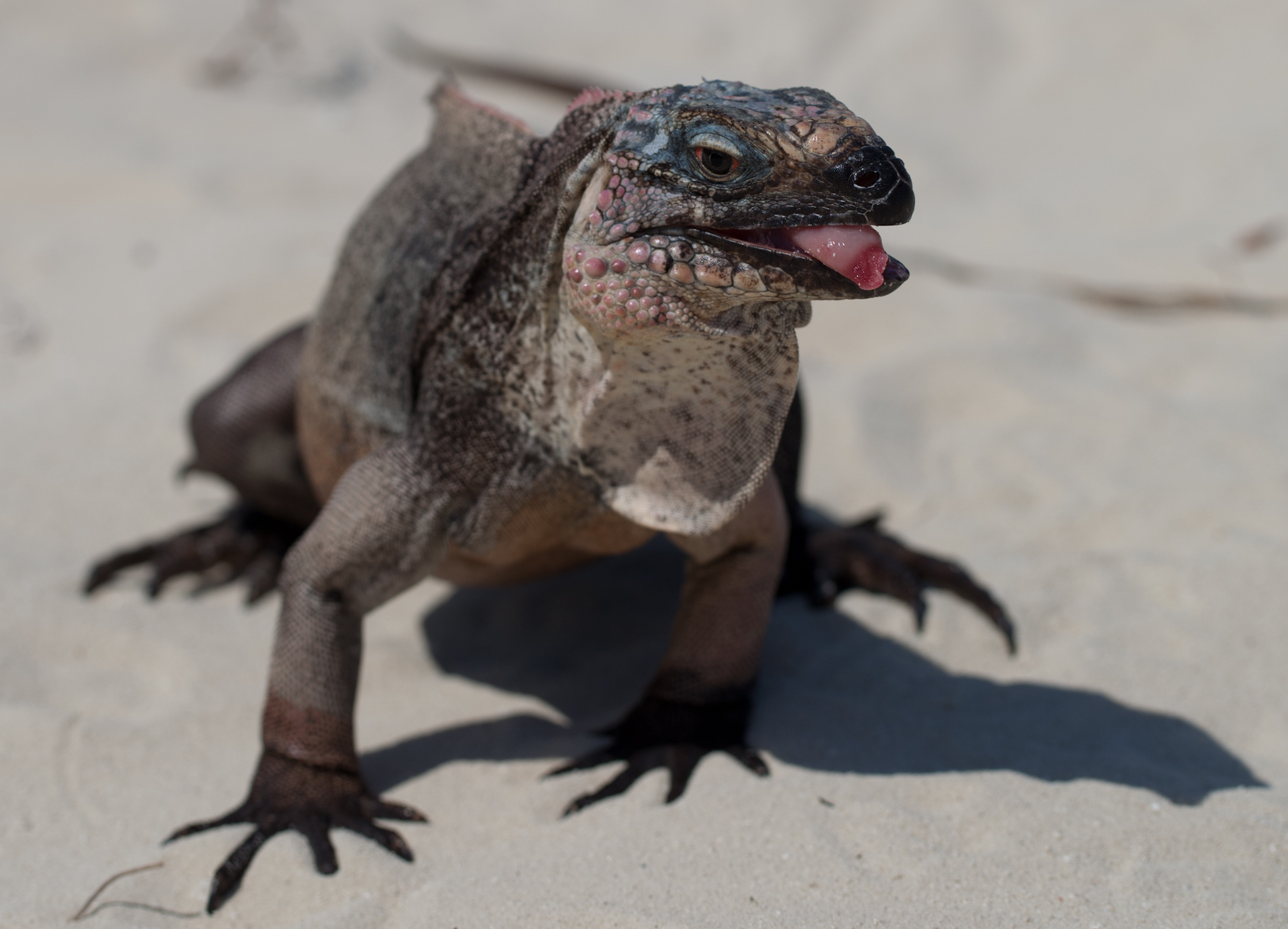
Cyclura cychlura è una specie principalmente erbivora.

Come tutte le specie di Cyclura, Cyclura cychlura è essenzialmente erbivora, e consuma foglie, fiori e frutti di oltre 100 specie diverse di piante. Tra queste, quelle consumate più di frequente sono Casasia clusiifolia, Conocarpus erectus, Rhachicallis americana e Manilkara bahamensis. Molto raramente tale dieta è incrementata con insetti e invertebrati. In cattività è stato osservato che si nutre indistintamente sia di materia animale che vegetale. Più sorprendentemente, alcuni animali delle isole Exuma sono stati visti praticare la coprofagia, consumando le feci di Zenaida aurita e del piccione capobianco (Patagioenas leucocephala).
Uno studio condotto nel 2000 dalla dottoressa Allison Alberts allo zoo di San Diego ha rivelato che questi animali partecipano alla dispersione dei semi di numerose piante, e che i semi che sono passati attraverso il loro tratto digerente germinano più rapidamente degli altri. I semi contenuti nei frutti consumati dalle iguane godono di un reale vantaggio adattativo, in quanto germinano prima della fine della breve stagione delle piogge. Cyclura cychlura rappresenta inoltre un ottimo sistema di dispersione dei semi, soprattutto quando le femmine migrano verso i siti di nidificazione, ed essendo i più grandi erbivori del loro ecosistema insulare sono essenziali per mantenere un equilibrio tra il clima e la vegetazione.
Come le altre lucertole erbivore, Cyclura cychlura deve fronteggiare un problema di osmoregolazione: la materia vegetale contiene più potassio e meno sostanze nutritive rispetto alla carne, e gli animali devono quindi consumarne grandi quantità per soddisfare il loro fabbisogno metabolico. A differenza di quelli dei mammiferi, i reni dei rettili non possono concentrare la loro urina per conservare l’acqua corporea. Al contrario i rettili espellono attraverso la loro cloaca degli acidi urici tossici. Nel caso di Cyclura cychlura, che consuma molti vegetali, l’eccesso di ioni salini viene espulso attraverso una ghiandola del sale, allo stesso modo degli uccelli.

### Ciclo vitale
Specie ovipara, Cyclura cychlura si accoppia verso metà maggio nelle isole Exuma, e un po’ prima, nel mese di aprile, ad Andros, e la nidificazione ha luogo rispettivamente a fine giugno e in maggio e giugno. Il nido è generalmente costruito in un cunicolo scavato nel terreno, ma talvolta le femmine possono utilizzare anche dei termitai, che assicurano alle uova un ambiente secco e una temperatura relativamente costante per l’incubazione. Il periodo di nidificazione corrisponde in questa specie con la stagione delle piogge. In questo modo, il rischio che le uova si essicchino è limitato, e i piccoli hanno tutte le possibilità di trovare nutrimento in abbondanza, specialmente frutta. Le femmine difendono il nido durante la deposizione, e spesso anche tre-quattro settimane dopo che essa ha avuto luogo. Tale comportamento non è mai stato osservato negli esemplari delle isole Exuma.
Le femmine più grosse effettuano una deposizione tutti gli anni, ma questo non è il caso di tutte le femmine. Ogni covata conta tra 1 e 19 uova; le femmine più grosse e più anziane depongono un maggior numero di uova. Le uova si schiudono a fine settembre e ai primi di ottobre nelle isole Exuma, e in agosto e in settembre ad Andros, dopo 75-85 giorni di incubazione. Le femmine raggiungono la maturità sessuale all’età di 12 anni nelle isole Exuma e a 8 anni ad Andros, ma questo sviluppo tardivo è compensato da una grande longevità, in quanto la specie può raggiungere i 40 anni.

## Distribuzione e habitat

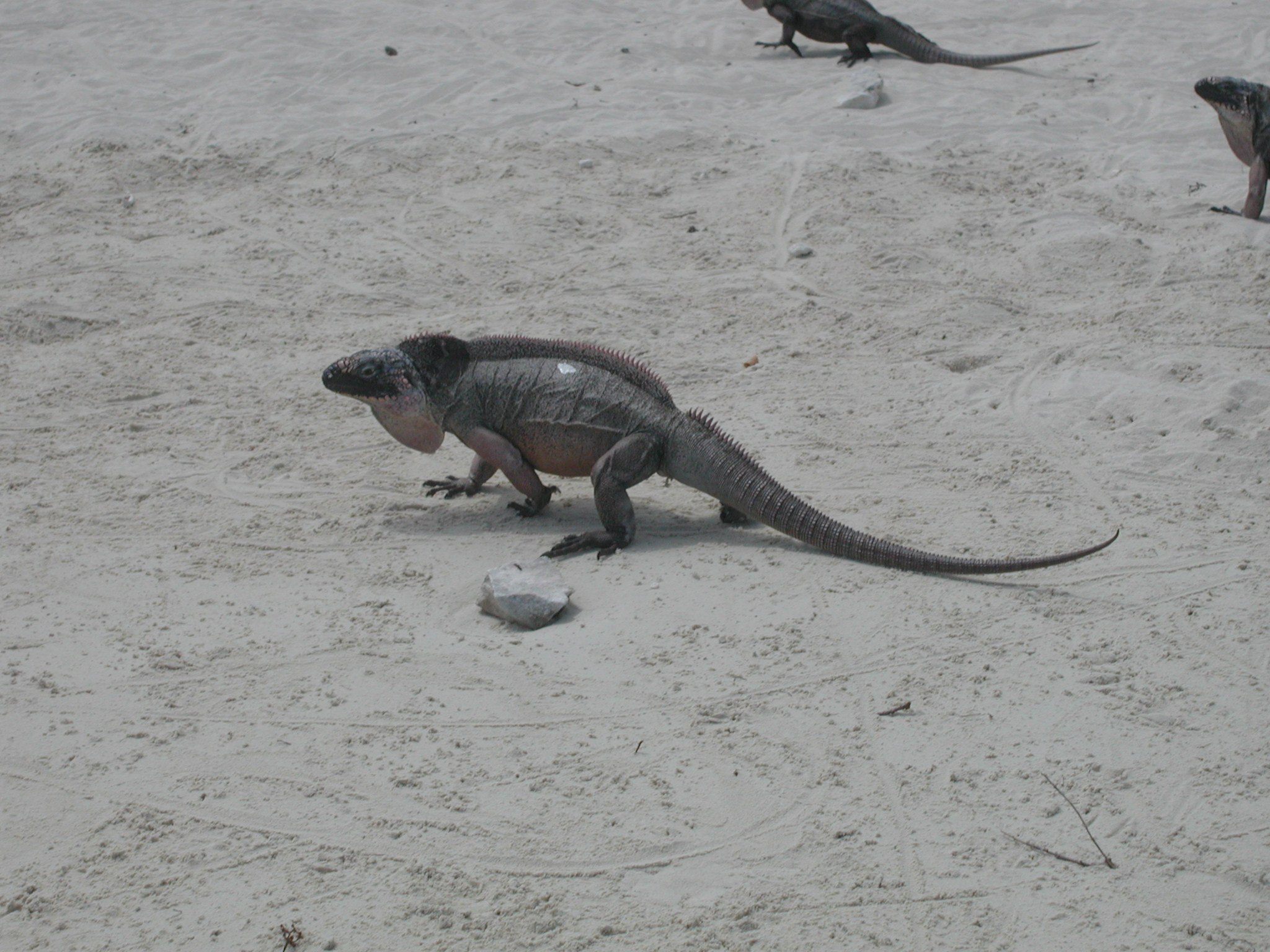
Cyclura cychlura inornata.

Questa specie è endemica delle Bahamas. Si incontra ad Andros e nelle isole Exuma. Abita di preferenza nelle foreste tropicali secche, nei boschetti di pini, nelle macchie costiere, nelle mangrovie e sulle spiagge. La notte, quando è brutto tempo o quando cerca riparo da una minaccia, questa specie si rifugia nei crepacci e nei cunicoli scavati nel terreno.

## Tassonomia
Il nome del genere Cyclura deriva dal greco antico cyclos (κύκλος), «circolare», e ourá (οὐρά), «coda», e fa riferimento ai grandi anelli ben visibili sulla coda di tutti i rappresentanti di questo genere. I suoi parenti più prossimi sono Cyclura nubila di Cuba, e Cyclura lewisi di Grand Cayman. Sembra che queste tre specie si siano diversificate a partire da un antenato comune 3 milioni di anni fa.
Questa specie comprende tre sottospecie: Cyclura cychlura cychlura di Andros, Cyclura cychlura inornata delle isole Exuma settentrionali e Cyclura cychlura figginsi delle isole Exuma centrali e meridionali. La biologa Catherine Malone descrive C. c. cychlura come forma filogeneticamente differente da C. c. figginsi e C. c. inornata, ma tuttavia non la considera come una vera e propria specie a parte; per il momento, le tre forme vengono ancora considerate tutte sottospecie in attesa di ulteriori studi.
Ecco la lista delle sottospecie secondo Reptarium Reptile Database:
- Cyclura cychlura cychlura (Cuvier, 1829);
- Cyclura cychlura figginsi Barbour, 1923;
- Cyclura cychlura inornata Barbour & Noble, 1916.

## Conservazione

### Stato di conservazione
Si stima che la popolazione globale delle tre sottospecie riunite comprenda meno di 5000 individui e che sia in diminuzione. Questa popolazione è diminuita di almeno il 50% nel corso degli ultimi 60 anni. Per tale motivo la specie è classificata come «vulnerabile» sulla lista rossa delle specie minacciate della IUCN. Le sottospecie hanno uno stato di conservazione differente, in quanto Cyclura cychlura cychlura e C. c. inornata vengono classificate come «in pericolo», mentre C. c. figginsi viene classificata come «in pericolo critico di estinzione».

### Cause del declino
La principale minaccia per questa iguana è costituita dalla caccia. È una delle poche specie di iguana dei Caraibi che viene ancora cacciata regolarmente per la sua carne, consumata dai locali. I maiali selvatici costituiscono un ulteriore problema, in quanto grufolando distruggono i nidi e le uova delle iguane nascoste nei nidi delle termiti. I cani domestici e randagi attaccano sia gli esemplari giovani che gli adulti. Le capre selvatiche competono con loro per il nutrimento.
Inoltre, come altre iguane, questa specie ha visto diminuire rapidamente il suo habitat in seguito allo sviluppo delle infrastrutture umane e dello sfruttamento forestale.

### Programmi di conservazione
Cyclura cychlura è inserita nell’Appendice I della CITES (Convention on International Trade in Endangered Species), e il suo commercio è quindi vietato, e come le altre iguane delle Bahamas è protetta dal Wild Animals Protection Act del 1968. Tuttavia, la situazione di questa specie non è molto conosciuta dalle persone che continuano a darle la caccia. Per evitare il collasso delle popolazioni, sono stati compiuti sforzi per sensibilizzare l’opinione pubblica, ad esempio attraverso segnalazioni che indicano che l’animale è protetto. Alcune zone dell’areale di questa iguana sono protette, come Pasture and Alligator Cays, Exuma Cays Land and Sea Park e una zona situata nel nord di Andros.
Sono stati inoltre realizzati degli studi su ciascuno degli isolotti abitati dalla specie per conoscere le minacce prevalenti e adottare le opportune misure di salvaguardia. Inoltre, nei cayes dove è presente un habitat adatto, ma l’iguana è assente, potrebbero essere rilasciati degli esemplari in modo tale che li possano nuovamente ricolonizzare. L’allevamento in cattività è un'altra soluzione adottata per preservare la specie; degli esemplari sono ospitati al Nature Centre Different di Abaco, allo zoo di Ardastra a Nassau e allo zoo di Los Angeles.